# Migliori prestazioni europee nell'eptathlon
La lista delle migliori prestazioni europee nell'eptathlon, aggiornata periodicamente dalla World Athletics, raccoglie i migliori risultati di tutti i tempi degli atleti europei nella specialità dell'eptathlon femminile outdoor e dell'eptathlon maschile indoor.

## Femminili outdoor

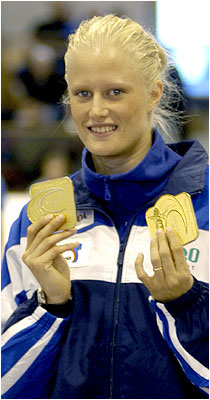
Carolina Klüft, detentrice del record europeo dell'eptathlon outdoor

Statistiche aggiornate al 24 luglio 2022.
|     | Punti | Atleta                    | Luogo   | Data           |
| --- | ----- | ------------------------- | ------- | -------------- |
| 1.  | 7 032 | Carolina Klüft            | Osaka   | 26 agosto 2007 |
| 2.  | 7 013 | Nafissatou Thiam          | Götzis  | 28 maggio 2017 |
| 3.  | 7 007 | Larisa Nikitina           | Brjansk | 11 giugno 1989 |
| 4.  | 6 985 | Sabine Braun              | Götzis  | 31 maggio 1992 |
| 5.  | 6 981 | Katarina Johnson-Thompson | Doha    | 4 ottobre 2019 |
| 6.  | 6 955 | Jessica Ennis-Hill        | Londra  | 4 agosto 2012  |
| 7.  | 6 946 | Sabine Paetz              | Potsdam | 6 maggio 1984  |
| 8.  | 6 935 | Ramona Neubert            | Mosca   | 19 giugno 1983 |
| 9.  | 6 889 | Eunice Barber             | Arles   | 5 giugno 2005  |
| 10. | 6 867 | Anouk Vetter              | Eugene  | 18 luglio 2022 |

## Maschili indoor

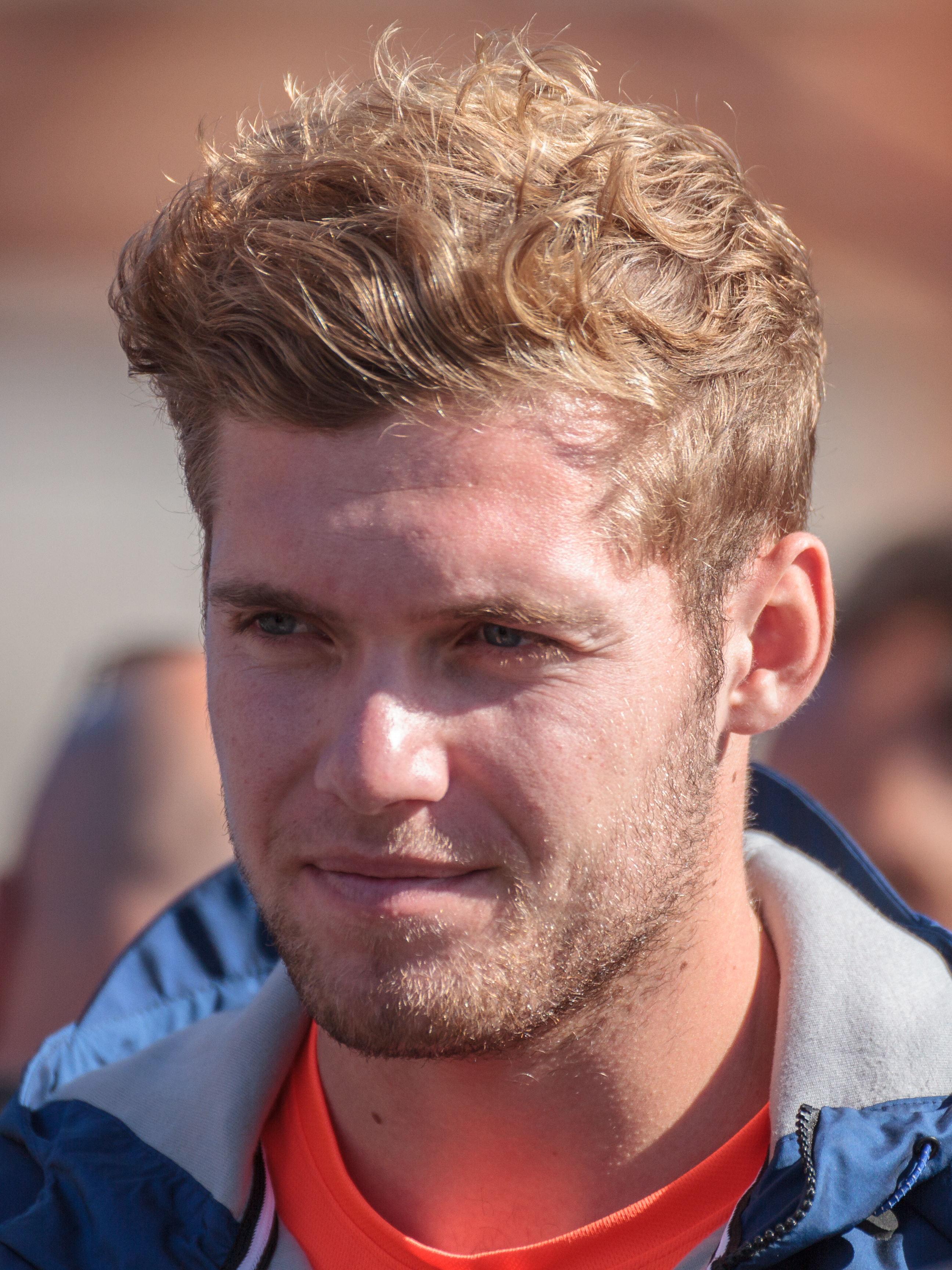
Kévin Mayer, detentore del record europeo dell'eptathlon indoor

Statistiche aggiornate al 10 giugno 2022.
|     | Punti | Atleta             | Luogo    | Data             |
| --- | ----- | ------------------ | -------- | ---------------- |
| 1.  | 6 479 | Kévin Mayer        | Belgrado | 5 marzo 2017     |
| 2.  | 6 438 | Roman Šebrle       | Budapest | 7 marzo 2004     |
| 3.  | 6 424 | Tomáš Dvořák       | Gand     | 26 febbraio 2000 |
| 4.  | 6 418 | Christian Plaziat  | Genova   | 29 febbraio 1992 |
| 5.  | 6 415 | Sebastian Chmara   | Valencia | 1º marzo 1998    |
| 6.  | 6 412 | Lev Lobodin        | Mosca    | 8 febbraio 2003  |
| 7.  | 6 374 | Erki Nool          | Maebashi | 7 marzo 1999     |
| 8.  | 6 372 | Eelco Sintnicolaas | Göteborg | 3 marzo 2013     |
| 9.  | 6 363 | Simon Ehammer      | Belgrado | 19 marzo 2022    |
| 10. | 6 362 | Mikk Pahapill      | Torino   | 8 marzo 2009     |